# Laufspinnen
Die Laufspinnen (Philodromidae) sind eine Familie der Echten Webspinnen (Araneomorphae), die vorwiegend warme Klimate der Subtropen bewohnen. Verbreitungsschwerpunkt der meist flachen, schlanken und beweglichen Tiere ist Südamerika. Die Familie umfasst 29 Gattungen und 529 Arten. (Stand: Juni 2024)

## Beschreibung
Im Gegensatz zu den Krabbenspinnen, von denen sie durch Heinrich Homann 1975 unterschieden wurden, besitzen sie vier gleich lange Beinpaare. Das zweite Beinpaar kann etwas länger als die übrigen sein. Sie lauern ihrer Beute auch nicht wie die Krabbenspinnen auf, sondern fangen sie in einem raschen Lauf. Sie weben keine Fangnetze und einige noch nicht einmal Wohnröhren, Häutungsplätze oder Winterquartiere.
Die in Mitteleuropa heimischen Arten der Gattungen Philodromus, Thanatus und Tibellus sind an ihrer Körperform und Augenstellung zu unterscheiden. Tibellus ähnelt den Eigentlichen Streckerspinnen (Tetragnatha).

## Systematik

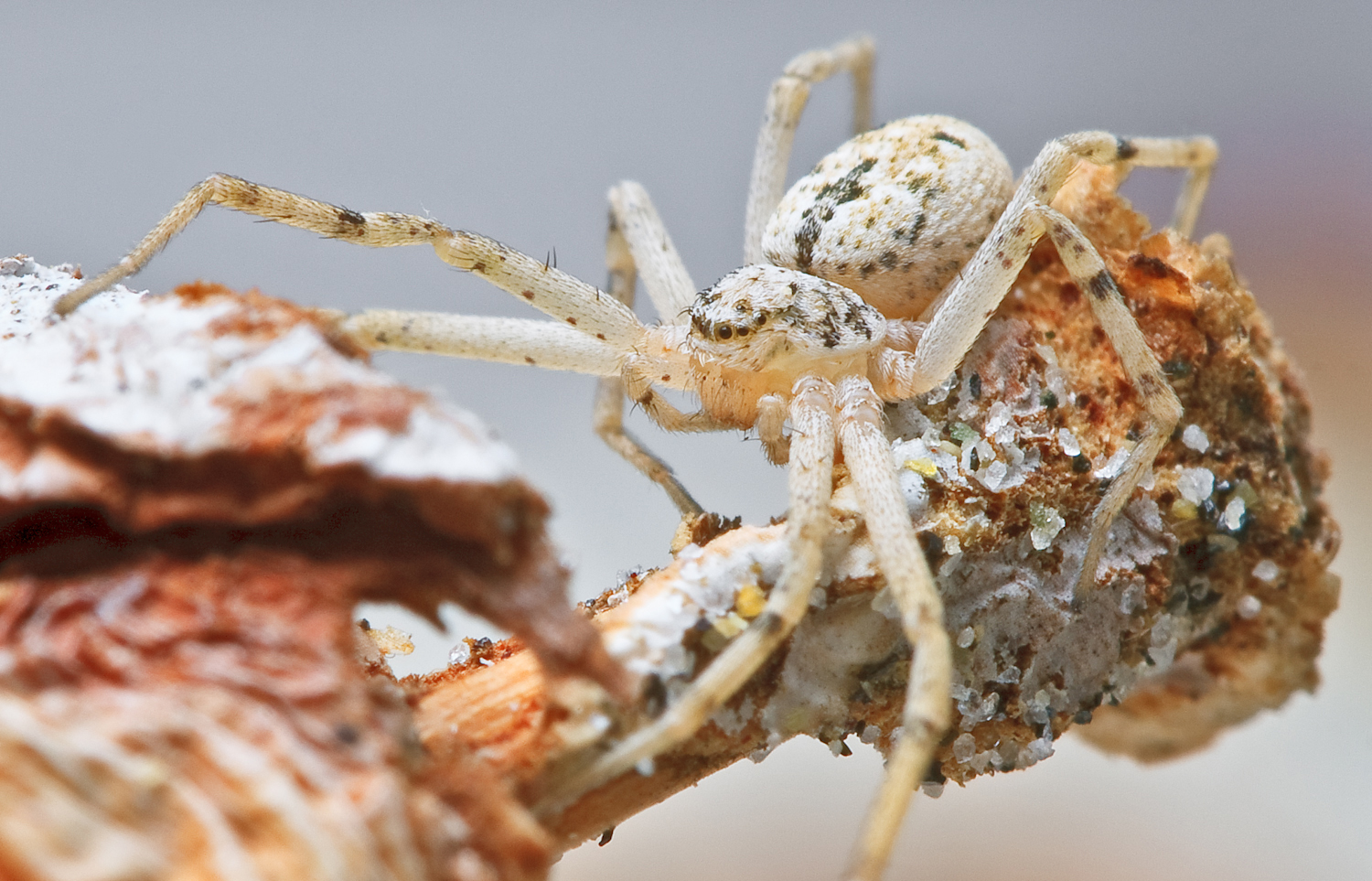
Ebo pepinensis, Weibchen

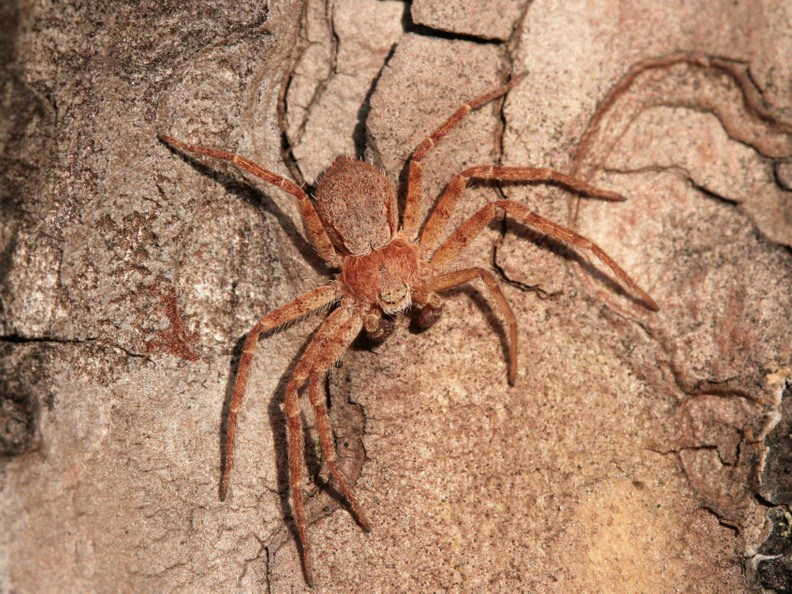
Philodromus fuscomarginatus

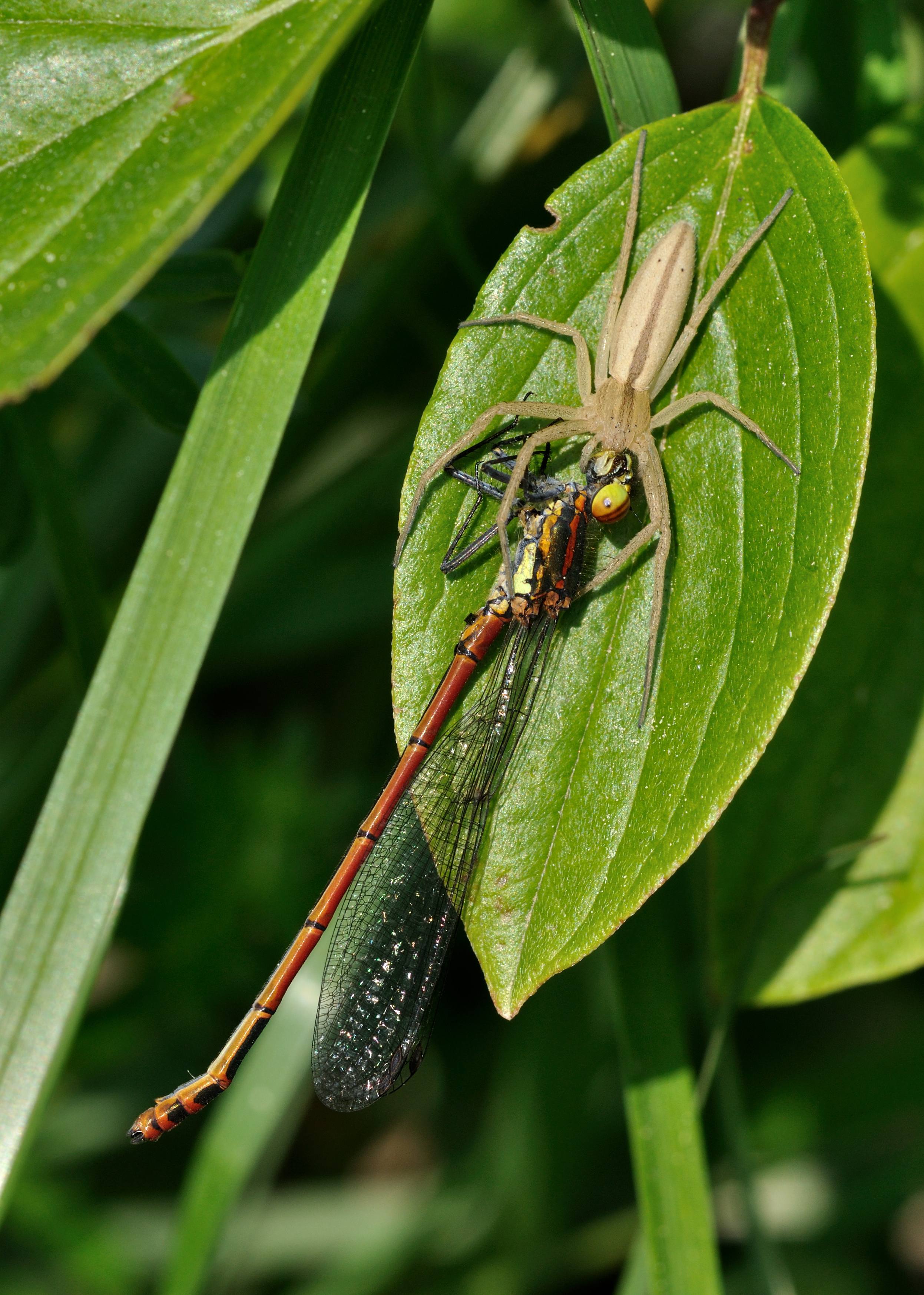
Tibellus oblongus mit einer Frühen Adonislibelle (Pyrrhosoma nymphula) als Beute

Die artenreichsten der 29 Gattungen sind Philodromus mit 216 Arten, Thanatus mit etwa 98 Arten und Tibellus mit 53 Arten. Bekannt und verbreitet ist in Mitteleuropa vor allem Tibellus oblongus.
Der World Spider Catalog listet für die Laufspinnen 29 Gattungen und 529 Arten. (Stand: Juni 2024)
- Apollophanes O. Pickard-Cambridge, 1898
- Celerrimus Lecigne, Cornic, Oger & Van Keer, 2019
- Cleocnemis Simon, 1886
- Ebo Keyserling, 1884
- Eminella Özdikmen, 2007
  - Eminella ctenops (Mello-Leitão, 1940)
- Fageia Mello-Leitão, 1929
- Gephyrellula Strand, 1932
- Gephyrina Simon, 1895
- Gephyrota Strand, 1932
- Halodromus Muster, 2009
- Hirriusa Strand, 1932
- Pagiopalus Simon, 1900
- Paracleocnemis Schiapelli & Gerschman, 1942
- Pedinopistha Karsch, 1880
- Petrichus Simon, 1886
- Philodromops Mello-Leitão, 1943
  - Philodromops coccineus Mello-Leitão, 1943
- Philodromus Walckenaer, 1826 (Auswahl)
  - Goldgelber Flachstrecker (Philodromus aureolus (Clerck, 1757))
  - Philodromus cespitum (Walckenaer, 1802)
  - Philodromus dispar Walckenaer, 1826
  - Philodromus margaritatus (Clerck, 1757)
- Procleocnemis Mello-Leitão, 1929
  - Procleocnemis concolor Mello-Leitão, 1929
- Psellonus Simon, 1897
  - Psellonus planus Simon, 1897
- Pseudopsellonus Balogh, 1936
  - Pseudopsellonus papuanus Balogh, 1936
- Pulchellodromus Wunderlich, 2012
- Rhysodromus Schick, 1965
- Suemus Simon, 1895
- Herzfleckläufer (Thanatus) C. L. Koch, 1837
  - Sand-Herzfleckläufer (Thanatus arenarius L. Koch, 1873)
  - Silbergras-Herzfleckläufer (Thanatus formicinus (Clerck, 1757))
- Tibellus Simon, 1875
  - Tibellus oblongus (Walckenaer, 1802)
- Tibitanus Simon, 1907
- Titanebo Gertsch, 1933
- Vacchellia Caporiacco, 1935
  - Vacchellia baltoroi Caporiacco, 1935